# Oligocarpus
Oligocarpus là một chi thực vật có hoa trong họ Cúc (Asteraceae).

## Loài
Chi Oligocarpus gồm các loài:
- Oligocarpus burchellii
- Oligocarpus calendulaceus